# Megachile rubicunda
Megachile rubicunda är en biart som beskrevs av Smith 1879. Megachile rubicunda ingår i släktet tapetserarbin, och familjen buksamlarbin. Inga underarter finns listade i Catalogue of Life.